# Dominique Lemaître
 (juillet 2024).
Si vous disposez d'ouvrages ou d'articles de référence ou si vous connaissez des sites web de qualité traitant du thème abordé ici, merci de compléter l'article en donnant les références utiles à sa vérifiabilité et en les liant à la section « Notes et références ».
Pour les articles homonymes, voir Lemaître.
Œuvres principales
- Altius (1998-1999)
- Vers l'eau, vers le feu (1999)
- Les ailes de l'augure (2005)
- La chevelure de Bérénice (2007)
- Lignes fugitives (2009)

Dominique Lemaître, né à Fécamp (Seine-Maritime), est un compositeur français d’origine italienne de musique symphonique, musique de chambre, musique vocale et musique pour ensemble instrumental.

## Biographie
Dominique Lemaître étudie les lettres et la musicologie à l’Université de Rouen. Il s’initie à l’électroacoustique puis collabore au studio de Vierzon après avoir rencontré le compositeur Nicolas Frize, avant d’étudier la composition dans la classe de Jacques Petit au Conservatoire de Rouen. Parallèlement, il suit des Master classes avec Klaus Huber et Maurice Ohana. Il rencontre John Cage, Iannis Xenakis, Horatio Radulescu puis plus tard Henri Dutilleux.
Ses divers opus (solos instrumentaux, quatuors à cordes, pièces d’orchestre et d’ensemble, collaborations avec des plasticiens et des poètes) témoignent de la diversité de son travail. Son catalogue compte plus d'une centaine de titres.
Jouées dans près de trente pays (notamment en Chine, États-Unis, Italie, Japon, Russie et en Amérique Latine) ses œuvres ont été servies par de talentueux solistes (les chanteuses Kaoli Isshiki, Marie Kobayashi, Françoise Kubler, Ana-Maria Labin, Kiyoko Okada et Isabel Soccoja, les flûtistes François Veilhan et Linda DiMartino Wetherill, le clarinettiste Armand Angster, les percussionnistes Jean Geoffroy, Bernard Heulin et Thierry Miroglio, la violoniste Noëmi Schindler, l’altiste Alain Celo et les violoncellistes Jacques Bernaert, Anne Gastinel et Gary Hoffman) et des formations variées : l’Orchestre philharmonique de Radio France, l’Orchestra Sinfonica Nazionale della RAI, l’Orchestre de l'Opéra de Rouen, les orchestres de Picardie et d’Auvergne, l’Orchestre philharmonique de Nice, les orchestres Colonne et Les Siècles, l’Orchestre symphonique de la radio nationale bulgare, l’Ensemble Orchestral Contemporain, L’Octuor de Violoncelles, l’Oberlin Percussion Group, le Chœur de Chambre de Rouen, l’ensemble vocal XX.21, le Quatuor Onyx, l’Atelier Musical de Touraine, le trio Dumesnil-Sirois, les ensembles Accroche Note, Bach and Forth, 2E2M, Campsis, Stravinsky, Artedie, Calliopée, Slowind, Sonata Concert, Surplus, Doelenensemble... sous la direction de Nicolas Brochot, Edmon Colomer, Marco Guidarini, Daniel Kawka, Paul Méfano, Jean-Pierre Pinet, Pascal Rophé, François-Xavier Roth, Oswald  Sallaberger, Boris Spassov, David Stern, Arie van Beek…
Dominique Lemaître a reçu des commandes de l’État (Ministère de la Culture), de Radio France, de l’Union européenne, de l’Orchestre de l'Opéra de Rouen, de l’Orchestre de Picardie, de l’Orchestre d'Auvergne, du festival Automne en Normandie, du Fonds d’Action Sacem, de la Ville de Beauvais, du festival Normandie Impressionniste, de Musique Nouvelle en Liberté et de nombreux festivals et ensembles.
Par ailleurs, Dominique Lemaître mène des expériences pédagogiques en faveur de la musique contemporaine (série des Dédicaces, 1994). En 2001-2002, il est invité en résidence par le Conservatoire National de Région de Rouen et la région Haute-Normandie, en 2004 par l’Université d’Oberlin (Ohio/USA), en 2010 à Metz par l’ensemble Stravinsky, en 2012 à Tours par l’Atelier Musical de Touraine et en 2012-2013 par l’École supérieure d'art et design Le Havre-Rouen.

## Langage musical
Empreint de l’œuvre de Johann Sebastian Bach, Claude Debussy, Edgard Varèse, György Ligeti, Giacinto Scelsi, Maurice Ohana, Morton Feldman et Henri Dutilleux, dont il reçoit les encouragements, Dominique Lemaître développe un monde sonore n’appartenant à aucune école. S’inspirant de la mythologie (Circé, 1998), des arts picturaux (La Ghirlandata, 1998) et poétiques (Un oubli servant d’étoile, 2000) ou encore de l’astrophysique (Novae, 2002)  ses œuvres mêlent superpositions métriques, polytextures, répétitions en boucle et une modalité sous-jacente.
"Entre ambiance stellaire et sonorité aquifère, forces telluriques et silences colorés, lyrisme diaphane et filigrane baroque, le discours musical - globalement monolithique - de Lemaître est toujours mis au service d'une poésie lumineuse et d'une écoute rituelle."
- Pierre-Albert Castanet, auteur de L'instant et l'éternité, 2005.
"La musique de Dominique Lemaître, éloignée des clivages, des catégories et des modes, occupe une place bien singulière dans l’aventure musicale de notre époque : sise hors du champ des esthétiques d’avant-garde, “solitaire” certes, pourtant en “prise directe” avec son temps, elle est résonance, écho d’une poésie étouffée ou perdue – non pas poésie urbaine, comme un Varèse a su la faire jaillir dans la douleur de la dissonance et du cluster, mais poésie de l’intemporalité, de l’espace, toute de vibration intérieure, de “lyrisme” profond au sens antique, oriental – une musique non acérée qui, pour paraphraser Dutilleux, chante, vagabonde, suggère “le mystère de l’instant”."
- Daniel Kawka, chef d’orchestre. Extrait  de la préface de L’instant et l’éternité, 2005.

## Œuvres

### Solos
- D'un lointain souvenir (1982), pour guitare (8 min 30 s) - Éditions Jobert.
- Nyx (1984), pour orgue (10'30") - Editions Musicales Rubin
- Après le silence 2 (1986), pour 9 toms (12 min) - Éditions Jobert.
- Totem (1989), pour marimba (8 min) - Éditions Jobert.
- Côté jardin (1991), pour flûte (6 min) - Éditions Henry Lemoine (collection Pierre-André Valade).
- Mnaïdra (1992), pour violoncelle (6 min 30 s) - Éditions Jobert.
- Iris (1994), pour contrebasse (8 min) - Éditions Jobert.
- Lunaris (1995), pour clarinette en Sib (9 min) - Éditions Jobert.
- Ptah (2003), pour clarinette basse (8 min) - Éditions Jobert.
- Echos des cinq éléments (2003), pour piano (14 min) - Éditions Jobert.
- Mnaïdra, version pour alto (2003), pour alto (6 min 30 s) - Éditions Jobert.
- Toward (2008), pour violon (12 min) - Éditions Musicales Rubin.
- Mutatis mutandis (2009), pour marimba-vibraphone (12 min) - Éditions Musicales Rubin.
- Still (2010), pour flûte en sol (8 min) - Éditions Musicales Rubin.
- Naos (2011), pour flûte (8 min) - Éditions Musicales Rubin.
- Ptah 2 (2013), pour saxophone baryton (8 min) - Éditions Jobert.
- A l’oreille du ciel (2016), pour alto (10 min) - Éditions Musicales Rubin.
- Plus haut (2018), pour violoncelle (10min) - Editions Musicales Rubin.
- Time loops (2019), pour vibraphone (10') - Editions Jobert
- Les oracles du souffle (2020), pour flûte basse (7') - Editions Jobert
- Fragments (2021), pour guitare (8′) - Editions Musicales Rubin
- Fluidité de l’instant (2023), pour piano (10’) – Editions Jobert
- Instants d’espace (2024), pour violoncelle (10’) – Editions Jobert
- L’œil de Rê (2024), pour harpe (8’)

### Musique de chambre (deux à cinq interprètes), avec ou sans soliste
- Le sable et la perle (1989), trio pour percussion, guitare et harpe (12 min 30 s) - Éditions Jobert.
- Livre d'heures (1990-1991), pour flûte en sol, alto et harpe (16 min) - Éditions Jobert.
- Pour voir la nuit fléchir (1991), premier quatuor à cordes (16 min 30 s) - Éditions Jobert.
- Cantus (1992), duo pour flûte et percussion (12 min) - Éditions Jobert.
- Ogam (1993), pour marimba et trois flûtes à bec (ténor, basse et contrebasse) (3 min) - Éditions Jobert.
- Night song (1993), pour cor anglais et harpe (8 min 30 s) - Éditions Jobert.
- Thot (1994), pour clarinette en Sib et violoncelle (7 min) - Éditions Jobert.
- Paysages imaginaires (1994), pour quatre percussionnistes (10 min) - Éditions Jobert.
- Miroirs de l'attente (1996), pour quatuor de flûtes (10 min) - Éditions Max Eschig / Universal Music Publishing.
- Nâdir (1996), pour flûte et contrebasse (10 min) - Éditions Jobert.
- De la nuit (1998), pour saxophone alto et piano (10 min) - Éditions Jobert.
- La Ghirlandata (1998), pour soprano, flûte, percussion et harpe (10 min) - Éditions Jobert.
- Ophoïs (1999), pour marimba et guitare (8 min) - Éditions Jobert.
- Al Uzza (1999), duo pour percussion et piano (10 min) - Éditions Jobert.
- Un oubli servant d'étoile (2000), pour violon, contrebasse et piano (10 min) - Éditions Jobert.
- Zelig (2002), pour trois percussionnistes (10 min) - Éditions Jobert.
- Pulsars (2005), pour deux flûtes en ut (8 min) - Éditions Jobert.
- Vocalizacion (2007), pour soprano et deux guitares (4 min) - Éditions Musicales Rubin.
- Et le soleil comme désir (2007), pour violon, violoncelle et piano (10 min) - Éditions Musicales Rubin.
- Mantras (2008), pour soprano, clarinette, harpe et violoncelle (14 min) - Éditions Musicales Rubin.
- Nocturnal (2008), pour soprano et deux guitares sur un poème d'Alexis Pelletier (5 min) - Éditions Musicales Rubin.
- Encore la nuit (2008), pour récitant(e) et flûte en sol sur un poème d'Alexis Pelletier (8 min) - Éditions Musicales Rubin.
- Orange and yellow, hommage à Morton Feldman (2009), pour deux altos (8 min) - Éditions Musicales Rubin.
- Lignes fugitives (2009), deuxième quatuor à cordes (22 min) - Éditions Musicales Rubin.
- Trois chants de l'évidence (2011), pour mezzo-soprano, flûte, violoncelle et piano sur un poème d’Alexis Pelletier (14 min) - Éditions Musicales Rubin.
- De la nuit 2 (2012), pour flûte en sol et piano (10 min) - Éditions Jobert.
- Orange and yellow II (2013), pour deux violoncelles (8 min) - Éditions Musicales Rubin.
- Ombra della sera (2013), trio pour piccolo, flûte en ut et flûte alto (8 min) - Éditions Musicales Rubin.
- Chrysalis (2013), pour saxophone ténor et marimba (11 min) - Éditions Musicales Rubin.
- Night song 2 (2014), pour instrument de registre alto et harpe (10 min) – Éditions Jobert.
- Séléné, hommage à Maurice Ohana (2014), pour deux guitares (8 min) - Éditions Musicales Rubin.
- Aeon (2015), pour clarinette  en Sib et alto (10 min) - Éditions Musicales Rubin.
- Sur l’île ovale de couleur bleue (2015), pour soprano et quatuor à cordes (20 min) - Éditions Musicales Rubin.
- Stances, hommage à Henri Dutilleux (2015), pour violoncelle et piano (14 min) - Éditions Musicales Rubin.
- Élévation (2016), pour baryton et piano sur un poème de Charles Baudelaire (5 min) - Éditions Musicales Rubin.
- Ogam 2 (2017), pour marimba et trois flûtes (en ut, alto et basse) (9 min) - Éditions Jobert.
- Vif-argent (2020), pour deux harpes (10') - Editions Jobert
- Fliessend 2 (2020), pour vibraphone et piano (10') - Editions Jobert
- Kaléidoscope (2021), pour Glockenspiel et vibraphone (8') - Editions Jobert
- Helix (2021), pour alto et violoncelle (8′) – Editions Jobert
- Imago (2022), pour clarinette, violoncelle et piano (10′)  – Editions Musicales Rubin
- Kairos (2022), pour quatuor de saxophones (12′) – Editions Jobert
- Chrysalis 2 (2022), pour clarinette basse et marimba (11′) – Editions Musicales Rubin
- Presque bleu (2024), pour violon, alto et violoncelle (13′) – Editions Musicales Rubin
- Cinq miniatures (2024), pour deux flûtes, basson et cor (10’)

### Pièces écrites à partir de thèmes grecs antiques
- Seikilos (2017), pour soprano et guitare (4') - Editions Musicales Rubin
- Calliope (2017-2018), pour deux sopranos, guitare et harpe (ou harpe celtique) (6') - Editions Musicales Rubin
- Hélios (2019), pour deux sopranos, guitare et harpe (ou harpe celtique) (3') - Editions Musicales Rubin
- Némésis (2019-2020), pour deux sopranos, guitare et harpe (ou harpe celtique) (5') - Editions Musicales Rubin
- Loxias (2020), pour deux sopranos, guitare et harpe (ou harpe celtique) (5') - Editions Musicales Rubin

### Petit Ensemble (cinq ou sept interprètes), avec ou sans soliste
- Mégalésies 2 (1985), pour six percussionnistes (15')
- Clepsydres (1990), pour flûte, clarinette, violon, violoncelle et piano (10 min) - Éditions Jobert.
- Aux fleurs plus de couleur, plus de vitesse à l'onde (1992), pour flûte, clarinette, violon, violoncelle et piano (10 min) - Éditions Jobert.
- Un instant à la fois très vague et très aigu (1993-1994), sextuor pour flûte, clarinette, percussion, guitare, harpe et violoncelle (13 min) - Éditions Jobert.
- Orante (1995), pour mezzo-soprano et 6 instruments : clarinette basse, cor, piano, violon, alto et contrebasse (8 min) - Éditions Jobert.
- Liens d'espace (2011), pour clarinette et deux trios : vibraphone, marimba, harpe / alto, violoncelle et contrebasse (20 min) - Éditions Musicales Rubin.
- Laps (2014-2015), pour soprano, flûte alto, cor anglais, violoncelle et piano (14 min) - Éditions Musicales Rubin.
- Stèle (2018), à la mémoire de Félix Lechevalier, pour deux sopranos, clarinette basse, percussion et guitare sur un texte de Simonide de Céos (8 min) - Editions Musicales Rubin.
- Les plis du temps (2024), pour flûte alto, clarinette, violon, violoncelle et piano (13′) – Editions Musicales Rubin

### Ensembles instrumentaux (sept à quinze interprètes), avec ou sans soliste
- Palimpseste'(1987), septuor pour flûte, saxophone alto, trompette, trombone, percussion, violon et violoncelle (11′)
- Gravitations (1988-1989), pour octuor de saxophones (1S.2A.2T.2bar.1B) et percussion (1) (14 min) - Éditions Jobert.
- Lezea 2 (1990-1991), pour 10 instruments : 0.1(+Ca).2(1ClB).1/ 1.0.1.0./Perc./0.0.1.1.1. (16 min) - Éditions Musicales Rubin.
- Eau-forte, hommage à Jean-Claude Bernède (1992), pour 12 instruments : 0.1.2(1ClB).0./1.1.1.0./Pno/1.1.1.1.1. (4 min 30 s) - Éditions Jobert.
- Pour traverser le temps, je t'ai donné des ailes (1992-1993), pour 15 instruments : 1(+Picc.).1(+Ca).2(1ClB).1(+Cbn)./1.1.1.0./ 2Perc./1.1.1.1.1. (16 min) - Éditions Jobert.
- Eôs (1997-1998), pour 11 instruments : 2 (+1Picc.1alt.).1.2(1ClB).1./0.0.0.0./ 2Perc. Pno Hp/0.0.0.0.1. (12 min) - Éditions Max Eschig / Universal Music Publishing.
- A nouveau les oiseaux (1998), pour récitant, flûte, clarinette, cor, piano et trio à cordes sur un texte de Dominique Preschez (14 min) - Éditions Jobert.
- Circé (1998), pour soprano et octuor de violoncelles (14 min) - Éditions Max Eschig / Universal Music Publishing.
- Rossignol du bois sauvage (Franche-Comté) (2001), Arrangement pour voix de femme et huit instruments : flûte, clarinette, glockenspiel à pédale, harpe, 2 violons, alto et violoncelle (3 min) - Éditions Jobert.
- Du mouvement et de l'immobilité (2001-2002), pour hautbois et ensemble : 1.0.1.0./0.0.0.0./1Perc. Pno/1.1.1.1.1. (15 min) - Éditions Jobert.
- Novae (2002), pour 8 instruments : flûte, cor anglais, clarinette, basson, cor, trompette, trombone et contrebasse (8 min) - Éditions Jobert.
- Hybris (2002-2003), pour saxophone soprano et neuf instruments : flûte, clarinette, percussion, piano, deux violons, alto, violoncelle et contrebasse (14 min) - Éditions Jobert.
- Ksi (2003), pour 12 percussionnistes (12 min) - Éditions Jobert.
- Les ailes de l'augure (2005), pour soprano et 13 instruments : 2(+1Picc.).1Ca.2(1ClB).1./1.0.0.0./Perc. Hp/1.0.1.1.1. (14 min) - Éditions Jobert.
- Le diapason de satin (2008), septuor pour flûte, clarinette, percussion, piano, violon, alto et violoncelle (14 min) - Éditions Musicales Rubin.
- Secrète perspective (2010), pour alto et neuf instruments : flûte, clarinette, clarinette basse, percussion, harpe, deux violons, violoncelle et contrebasse (17 min) - Éditions Musicales Rubin.
- Les Moires (2017), monodrame pour récitant, trois sopranos et six instruments : flûte (prenant la flûte en sol), clarinette (prenant la clarinette basse), percussion, harpe, alto et violoncelle sur un poème d’Alexis Pelletier (21 min) - Éditions Musicales Rubin.
- Khronos, hommage à Stephen Hawkin (2019) pour guitare et six instruments : flûte (prenant la flûte en sol), clarinette, percussion, violon, alto et violoncelle (16 min) - Editions Musicales Rubin.
- Glyphes, hommage à Jean-François Champollion, (2021), pour ensemble de flûtes spatialisées. L’ensemble est composé de 15 flûtes réparties en trois quintettes identiques. Chaque quintette comportant une flûte piccolo, deux flûtes en ut, une flûte en sol et une flûte basse (20′) – Editions Musicales Rubin
- Un soleil jaune (2022), pour mezzo-soprano et 10 instruments :  flûte alto, cor anglais, clarinette basse, cor, percussion, piano, violon, alto, violoncelle et contrebasse sur un texte d’Etel Adnan (5′) – Editions Musicales Rubin

### Ensemble Orchestral ou Orchestre, avec ou sans soliste
- Tellus (1994-1995), pour orchestre : 3(+1Picc.).2.3.(1ClB).2/ 2.2.2.1./4Perc./Cordes (12 min) - Éditions Jobert.
- Litanie du Soleil (1996), pour orchestre à cordes de petite, moyenne ou grande dimension (14 min) - Éditions Jobert.
- Hypérion (1997), pour cor et orchestre : 2(+1Picc.).2.2.2./ 4.2.2.0./Timb. 3Perc./ Hp/ Cordes (20 min) - Éditions Max Eschig / Universal Music Publishing.
- Altius (1998-1999), pour violoncelle et 16 instruments : 1(+Picc.)1..2(+1Clb).1./1.1.1.0./2 Perc. Ha /1.1.1.1.1. (20 min) - Éditions Jobert.
- Vers l'eau, vers le feu (1999), pour violon et 18 instruments : 1(+Picc.).1CA.2(1Clb).1./1.1.1.0./Tim. 2 Perc. Ha.Cél/1.1.1.1.1. (14 min) - Éditions Jobert.
- Huit à l'infini (2001), pour octuor de violoncelles et orchestre : 2(+1Picc.).2(+1Ca).2.2./2.1.1.0./2Perc./Cordes - sans violoncelles - (20 min) - Éditions Jobert.
- Le quark et le papillon (2004), pour orchestre : 2(+1Picc.).2(1Ca).2(1ClB).2./2.2.0.0./Timb.(+Perc.)/Cordes (16 min) - Éditions Jobert.
- Resonare fibris (2005), pour marimba-vibraphone, orchestre à cordes et percussion (15 min) - Éditions Jobert.
- Horizons réflexes (2006), pour violoncelle et orchestre : 2(+1Picc.).2(1Ca).2(1ClB).2./2.2.0.0./2 Perc./Cordes (20 min) - Éditions Jobert.
- La chevelure de Bérénice (2007), pour soprano et orchestre : 3(1Picc.).3(1Ca).3(1ClB).3(1Cbn)./4.3.3(1B).1./Timb.3 Perc.Harpe/Cordes (22 min) - Éditions Musicales Rubin.
- Le grand silence (2017-2018), pour récitant et orchestre : 2(+1Picc.).2(1Ca).2(+1ClB).2(+1Cbn)./2.2.0.0./Timb.(+Perc.)/Cordes (22 min) - Éditions Musicales Rubin.

### Musique vocale
- Orante (1995), pour mezzo-soprano et 6 instruments : clarinette basse, cor, piano, violon, alto et contrebasse (8 min) - Éditions Jobert.
- Circé (1998), pour soprano et octuor de violoncelles (14 min) - Éditions Max Eschig / Universal Music Publishing.
- La Ghirlandata (1998), pour soprano, flûte, percussion (1) et harpe (10 min) - Éditions Jobert.
- Cashibo 2 (1999-2000), pour soprano et psaltérion à archet (ad.lib) sur un poème  de Dominique Preschez (6 min 30 s) - Éditions Jobert.
- Rossignol du bois sauvage (Franche-Comté) (2001), Arrangement pour voix de femme et huit instruments : flûte, clarinette, glockenspiel à pédale, harpe, 2 violons, alto et violoncelle (3 min) - Éditions Jobert.
- Babilim (2004), pour chœur mixte ou ensemble vocal (11 min) - Éditions Jobert.
- Les ailes de l'augure (2005), pour soprano et 13 instruments : 2(+1Picc.).1Ca.2(1ClB).1./1.0.0.0./Perc. Hp/1.0.1.1.1. (14 min) - Éditions Jobert.
- Vocalizacion (2007), pour soprano et deux guitares (4 min) - Éditions Musicales Rubin.
- La chevelure de Bérénice (2007), pour soprano et orchestre : 3(1Picc.).3(1Ca).3(1ClB).3(1Cbn)./4.3.3(1B).1./Timb.3 Perc.Harpe/Cordes (22 min) - Éditions Musicales Rubin
- Mantras (2008), pour soprano, clarinette, harpe et violoncelle (14 min) - Éditions Musicales Rubin.
- Nocturnal (2008), pour soprano et deux guitares sur un poème d’Alexis Pelletier (5 min) - Éditions Musicales Rubin.
- Voix-météore (2010), pour récitant et deux sopranos sur un poème d’Alexis Pelletier (8 min).
- Trois chants de l'évidence (2011), pour mezzo-soprano, flûte, violoncelle et piano sur un poème d’Alexis Pelletier (14 min) - Éditions Musicales Rubin.
- Dans le jour loin (2014), pour deux sopranos sur un poème d’Alexis Pelletier (5 min) - Éditions Musicales Rubin.
- Laps (2015), pour soprano, flûte alto, cor anglais, violoncelle et piano (14 min) - Éditions Musicales Rubin.
- Sur l’île ovale de couleur bleue (2015), pour soprano et quatuor à cordes (20 min) - Éditions Musicales Rubin.
- Élévation (2016), pour baryton et piano sur un poème de Charles Baudelaire (5 min) - Éditions Musicales Rubin.
- Les Moires (2017), monodrame pour récitant, trois sopranos et six instruments : flûte (prenant la flûte en sol), clarinette (prenant la clarinette basse), percussion, harpe, alto et violoncelle sur un poème d’Alexis Pelletier (21 min) - Éditions Musicales Rubin.
- Seikilos (2017), pour soprano et guitare (4 min) - Éditions Musicales Rubin.
- Calliope (2017), pour deux sopranos, guitare et harpe (6 min) - Éditions Musicales Rubin.
- Stèle (2018), à la mémoire de Félix Lechevalier, pour deux sopranos, clarinette basse, percussion et guitare sur un texte de Simonide de Céos (8 min) - Editions Musicales Rubin.
- Hélios (2019), pour deux sopranos, guitare et harpe (ou harpe celtique) (3') - Editions Musicales Rubin
- Némésis (2019-2020), pour deux sopranos, guitare et harpe (ou harpe celtique) (5') - Editions Musicales Rubin
- Loxias (2020), pour deux sopranos, guitare et harpe (ou harpe celtique) (5') - Editions Musicales Rubin
- Un bouquet de souvenance (2021), pour soprano et quatuor de guitares (3′) – à partir de la chanson traditionnelle de Franche-Comté «Rossignol du bois sauvage» – Editions Musicales Rubin
- Un soleil jaune (2022), pour mezzo-soprano et 10 instruments :  flûte alto, cor anglais, clarinette basse, cor, percussion, piano, violon, alto, violoncelle et contrebasse sur un texte d’Etel Adnan (5′) – Editions Musicales Rubin
- Quand le soleil aura parcouru … (2024), pour deux sopranos jouant du tom basse sur un poème d’Etel Adnan (5′)

### Musique à caractère pédagogique
- Ondes (1987), pour grand ensemble de saxophones (20'30’’) - Editions Musicales Rubin
- Diaphanes (1992), pour 8 clarinettes et piano (8 min) - Éditions Jobert.
- Dédicace 1 (1994/2016), pour percussion (cinq toms) (3 min) - Éditions Jobert.
- Dédicace 2 (1994), pour quintettes de cuivres et cloches-tubes (ad.lib) (3 min) - Éditions Jobert.
- Dédicace 3 (1994/2016), pour guitare (3 min) - Éditions Jobert.
- Dédicace 4 (1994), pour 6 flûtes (3 min) - Éditions Jobert.
- Dédicace 6 (1994), pour piano (3 min) - Éditions Jobert.
- Dédicace 7 (1994), pour piano à quatre mains (2 min) - Éditions Jobert.
- Vocalise (1998), pour soprano et piano (3 min) - Éditions Jobert.
- Volutes (2000), pour piano à huit mains (3 min) - Éditions Jobert.
- Ganesha (2000-2001), pour deux contrebasses et dix saxophones alto (10 min) - Éditions Jobert.
- Axis mundi (2001), pour trompette, cor, trombone, trois percussionnistes et ensemble de cuivres (10 min) - Éditions Jobert.
- Voce (2003), pour soprano et vibraphone (3 min) - Éditions Jobert.
- Soft watches (2015), pour quatuor de guitares (6 min) - Éditions Musicales Rubin.
- Nuages blancs (2016), pour trois clarinettes et deux ensembles de cordes - trois violons et deux altos dans chaque ensemble - (9 min) - Éditions Musicales Rubin.
- Sur le nom d’Iris (2016), pour flûte (3') - Editions Musicales Rubin
- Un bouquet de souvenance (2021), pour soprano et quatuor de guitares (3′) – à partir de la chanson traditionnelle de Franche-Comté « Rossignol du bois sauvage » – Editions Musicales Rubin
- Sur le nom d’Eloi (2021), pour piano (4′) – Editions Musicales Rubin
- Cap (2022), pour clarinette et piano (3′)

### Musique électroacoustique
- Prisme et carillons (1984), sons fixés  (14'30’’)
- Après le silence (1986), sons fixés (15'30’’)
- Et puis… les puits (1986), sons fixés (12’ au moins)
- Aérolithe (1987), pour flûte amplifiée, percussion et sons fixés (12')
- Un jour dans le jardin du Pharaon (1986-1988), sons fixés (75′)
- Thalassa (1989-1990), pour clarinette (prenant la clarinette basse), saxophone alto (prenant le saxophone baryton), basson (prenant le contrebasson), percussion, dispositif électroacoustique et sons fixés (33′)
- A vue d’oeil (1992) pour vibraphone et dispositif M.I.D.I. (octopad et yamaha TG77) (10′)
- La quadrature du cercle (2020), pour guitare augmentée (traitements en temps réel avec Max/MSP) (14’)
- Spirale (2022), pour récitante, dispositif électronique et sons fixés sur un poème de Sophie Renée Bernard (15’30)

## Discographie
- Pour traverser le temps, je t'ai donné des ailes, enregistré à l’IRCAM, Rugginenti Editore, 1996[6].
- Litanie du soleil, Éditions Cigart, 2002[7].
- Altius, Label Inconnu, 2005[8].
- Le diapason de satin, Label Inconnu, 2011[9].
- Et le soleil comme désir, Label Inconnu, 2013[10].
- Du silence et de quelques spectres, Éditions Clarisse, 2014[11].
- Pulsars, PiedNu-ESADHaR, 2015[12].
- Quatuors à cordes, string quartets, Forlane, 2019.
- De l'espace trouver la fin et le milieu, New Focus Recordings, 2020.
- Laps, Da Vinci Classics, 2021.
- A l'oreille du ciel, Da Vinci Classics 2022.
- Et l'âme d'une guitare, Label Continuo Classics, 2024.

## Distinctions
Son disque Litanie du soleil a reçu un “coup de cœur” de l’Académie Charles-Cros en 2002.
Le quatrième disque monographique Le diapason de satin a été sélectionné pour le Grand Prix Lycéen des Compositeurs 2013.
Son disque  Quatuors à cordes, string quartets a reçu le prix de l’Académie des Sciences, Belles-Lettres et Arts de Rouen 2019.